# Skytte vid olympiska sommarspelen 1988
De olympiska tävlingarna i skytte 1988 avgjordes vid Taenung International Shooting Range i Seoul. Totalt deltog 396 tävlande, 285 män och 111 kvinnor, från 66 länder i tävlingarna. 10 meter luftpistol tillkom som ny gren, i övrigt var grenarna desamma som 1984.

## Medaljtabell
| Pl. | Nation          | Guld | Silver | Brons | Totalt |
| --- | --------------- | ---- | ------ | ----- | ------ |
| 1   | Sovjetunionen   | 4    | 1      | 6     | 11     |
| 2   | Jugoslavien     | 2    | 0      | 1     | 3      |
| 3   | Västtyskland    | 1    | 1      | 1     | 3      |
| 4   | Bulgarien       | 1    | 1      | 0     | 2      |
| 4   | Storbritannien  | 1    | 1      | 0     | 2      |
| 4   | Tjeckoslovakien | 1    | 1      | 0     | 2      |
| 4   | Östtyskland     | 1    | 1      | 0     | 2      |
| 8   | Norge           | 1    | 0      | 0     | 1      |
| 8   | Rumänien        | 1    | 0      | 0     | 1      |
| 10  | Kina            | 0    | 1      | 1     | 2      |
| 11  | Chile           | 0    | 1      | 0     | 1      |
| 11  | Frankrike       | 0    | 1      | 0     | 1      |
| 11  | Japan           | 0    | 1      | 0     | 1      |
| 11  | Sverige         | 0    | 1      | 0     | 1      |
| 11  | Sydkorea        | 0    | 1      | 0     | 1      |
| 11  | USA             | 0    | 1      | 0     | 1      |
| 17  | Ungern          | 0    | 0      | 2     | 2      |
| 18  | Belgien         | 0    | 0      | 1     | 1      |
| 18  | Spanien         | 0    | 0      | 1     | 1      |
|     |                 |      |        |       |        |
|     | Totalt          | 13   | 13     | 13    | 39     |

## Medaljörer

### Damer
| Gren                                  | Guld                          | Silver                        | Brons                              |
| 50 m gevär tre positioner Detaljer... | Silvia Sperber Västtyskland   | Vesela Letjeva Bulgarien      | Valentina Tjerkasova Sovjetunionen |
| 10 m luftgevär Detaljer...            | Irina Sjilova Sovjetunionen   | Silvia Sperber Västtyskland   | Anna Maluchina Sovjetunionen       |
| 10 m luftpistol Detaljer...           | Jasna Šekarić Jugoslavien     | Nino Salukvadze Sovjetunionen | Marina Dobrantjeva Sovjetunionen   |
| 25 m pistol Detaljer...               | Nino Salukvadze Sovjetunionen | Tomoko Hasegawa Japan         | Jasna Šekarić Jugoslavien          |

### Herrar
| Gren                                  | Guld                            | Silver                       | Brons                           |
| 50 m gevär tre positioner Detaljer... | Malcolm Cooper Storbritannien   | Alister Allan Storbritannien | Kirill Ivanov Sovjetunionen     |
| 50 m gevär liggande Detaljer...       | Miroslav Varga Tjeckoslovakien  | Cha Yeong-Cheol Sydkorea     | Attila Záhonyi Ungern           |
| 10 m luftgevär Detaljer...            | Goran Maksimović Jugoslavien    | Nicolas Berthelot Frankrike  | Hans Riederer Västtyskland      |
| 10 m luftpistol Detaljer...           | Tanju Kirjakov Bulgarien        | Erich Buljung USA            | Xu Haifeng Kina                 |
| 50 m pistol Detaljer...               | Sorin Babii Rumänien            | Ragnar Skanåker Sverige      | Igor Basinskij Sovjetunionen    |
| 25 m snabbpistol Detaljer...          | Afanasijs Kuzmins Sovjetunionen | Ralf Schumann Östtyskland    | Zoltán Kovács Ungern            |
| 50 m rörligt mål Detaljer...          | Tor Heiestad Norge              | Huang Shiping Kina           | Gennadi Avramenko Sovjetunionen |

### Mixade
| Gren              | Guld                         | Silver                            | Brons                   |
| Trap Detaljer...  | Dmytro Monakov Sovjetunionen | Miloslav Bednařík Tjeckoslovakien | Frans Peeters Belgien   |
| Skeet Detaljer... | Axel Wegner Östtyskland      | Alfonso de Iruarrízaga Chile      | Jorge Guardiola Spanien |